# Veliki Poganac
Veliki Poganac je naselje u sastavu Općine Rasinja, u Koprivničko-križevačkoj županiji.

## Položaj
Selo Veliki Poganac smješteno je na istočnim obroncima planine Kalnik, oko 6 km zračne linije od vrha. Asvaltnim cestama je povezano sa :  Križevcima (22 km) na jugozapadu, Ludbregom (15 km) na sjeveru,  Koprivnicom (25 km) na jugoistoku i Lepavinom gdje je željeznička stanica (7 km)  na jugu. Na zapadnoj i južnoj strani dolinom ispod sela protiče potok Gliboki koji se ulijeva u rijeku Dravu na istoku. Selo je na laganoj kosini sjever-jug na 250 m nadmorske visine. Ispod sela su njive a ispod njih, uz potok, livade. Sve skupa je okruženo bjelogoričnom šumom sa sve četiri strane svijeta.

## Povijest
Povijest sela može se podijeliti u 3 bitne vremenske cjeline: Postanak sela, Vrijeme Vojne krajine i Novo doba (od 1871. do današnjih dana). Tako će biti i prikazana u nastavku.

### Postanak sela
Selo Veliki Poganac nastalo je 1598. godine, a sagradili su ga Srbi koje su austrougarske vojne vlasti dovele s turske granice iz Male Vlaške (područje turske Slavonije naseljeno pravoslavnim Srbima u drugoj polovini 16. stoljeća poznato kao Pakrački i Požeški sandžak) nakon jednog od brojnih upada habsburške vojske na tursko područje( str. 212). U proljeće 1598. doselilo se 500 Vlaha, za koje je kapetan Laibacher u travnju molio dozvolu za podizanje kaštela u Pogancu. To pravoslavno stanovništvo Turci su doveli na svoju granicu da služe kao graničari (neredovita vojska) uz određene privilegije:str. 523.. Nije moguće točno utvrditi odakle je porijeklo toga stanovništva ali prema tadašnjoj politici turskih vlasti i prema govoru kojim se koristi i danas, može se zaključiti da potiče iz istočnih i centralnih dijelova sadašnje BiH, Srbije i Crne Gore odnosno iz gornjeg toka rijeka Neretve, Vrbasa, Drine i Bosne.  Te 1598. Godine je ovdje dovedeno 500 duša sa stokom i oskudnom imovinom koju su ponijeli sa sobom s turske granice. Križevački kapetan Lajbaher uz pomoć više vojne komande i Generala Siegfrieda Herbersteina, komandanta Varaždinskog generalata (:str. 25., str 542), uspio je osigurati dozvolu za to od Uprave Vojne krajine u Grazu te potreban građevinski materijal da se podigne obrambeni kaštel. Isto tako osigurana je i osnovna prehrana i sjeme za prvu godinu novih doseljenika. Novi su doseljenici prionuli na rad i uskoro je niknulo selo s obrambenim kaštelom na staroj srednjovjekovnoj cesti Rasinja – Apatovac – Glogovnica – Križevci:str. 34., oko kilometar južno od sadašnjeg položaja sela.
Kao Vlaško naselje selo se spominje 1610, godine. 
Selo je dobilo ime Poganac (Poganez) po ugarskom vlastelinu Pogany de Cseb, čije je to zemljište bilo prije turskih osvajanja Slavonije a koje je kasnije želio vratiti natrag u svoje vlasništvo:str. 323.. Novi doseljenici dobili su napismeno od vojnih vlasti da na novom teritoriju mogu ostati najmanje 10 godina bez poreza i drugih davanja uz obavezu vršenja vojne službe po potrebi Vojne krajine.S narodom je došao i pravoslavni sveštenik te je uskoro podignuta i drvena pravoslavna crkva. Nedaleko nove naseobine već je postojao Manastir Lepavina pa je sve pomoglo očuvanju narodnog i vjerskog identiteta naroda do današnjih dana. Osnovana je i crkvena parohija Poganac.Pokušaji prevođenja krajiškog pravoslavnog stanovništva na Uniju koji su se događali već od početka 18. stoljeća nisu uspjeli, što potvrđuje izvještaj komisije koja je u Varaždinskom generalatu utvrđivala stanje na terenu  ( str. 39).
U više navrata od 1598. pa sve do sredine 17. stoljeća dolazili su novi srpski doseljenici na isti način:str. 523.:str. 213.. Tako su kasnije nastajala sela oko Poganca (Duga Rijeka, Mala Rijeka, Ribnjak, Velika Rasinica,  Mala Rasinica, Prkos, Koprivnička Rijeka, Radeljevo selo, Ludbreški Ivanac, Veliki Grabičani)  i ušla u parohiju Poganac. Kasnije u 17. stoljeću, doseljavanjem novih stanovnika na isti način 4 kilometra južnije nastalo je također selo Poganac jer se naseljavao posjed istog vlastelina. To novo selo su vlasti tada prozvale Malim Pogancem a prvotni Poganac je postao Veliki Poganac.

### Vrijeme Vojne krajine
Život na Vojnoj krajini bio je težak i nesiguran. Turske čete često su upadale u Varaždinski generalat radi pljačke i stvaranja klime nemira radi daljnjih osvajanja (, str 110). Graničari su vojnu službu ispočetka vršili na svom kaštelu a kasnije, nakon što je stradao od brojnih upada Turaka na pljačkaškim pohodima na Vojnu krajinu,  u Križevačkoj ili Koprivničkoj tvrđavi ali i kod kuće kao zaštita od neprijatelja.
Tragovi kaštela vide se i danas a donedavno je u šumi iznad kaštela bio vidljiv šanac odakle su turski topovi sredinom 17. stoljeća gađali i razrušili kaštel. Probne iskopine na mjestu kaštela pokazale su da se radilo o lakim topovima (manje kugle) koji su se koristili za razbijanje manjih utvrda. Nađeni su ostaci keramike, građevnog materijala i strelica kakve su se koristile u to doba. Nakon uništenja kaštela selo i crkva su preseljeni na iskrčena područja oko kilometar sjevernije i dalje od glavne ceste. Preostali građevni materijali (kamen i drvo od uništenog kaštela) korišteni su za izgradnju crkve i sela na novom mjestu na kome je i danas.
Već prvih godina 17. stoljeća vlastelini Poganyi de Cseb i Dersfy kao i zagrebački Kaptol pokušali su preko kralja Matije (:str. 323.:str. 12.) nove stanovnike pretvoriti u svoje kmetove sa svim obavezama ali vojne vlasti Varaždinskog generalata nisu to dopustile jer im je obrana od Turaka bila važnija (:str. 329.:str. 36.. Kasnije, 1630. godine stupio je na snagu Statuta Valachorum (:str. 156.) kojim je potvrđeno da su krajišnici izuzeti od vlasti lokalnog plemstva. Statutom su definirana sva tri stupa vlasti u Varaždinskom generalatu: Zakonodavnu je vršio sam monarh Ferdinand II, sudska se vlast realizirala izborom sudskog vijeća koje se sastojalo od Vrhovnog sudije i osam sudija na razini svake Kapetanije a izvršnu vlast na prvoj razini provodili su seoski knezovi koje je biralo svako selo o Đurđevu svake godine. Na drugoj instanci sudske i izvršne vlasti zadnju riječ je imala Vojna uprava na čelu s Generalom i njemu podređenim kapetanima. Statutom se definiraju obaveze i prava krajišnika, način vršenja vlasti, način sudovanja, pravila trgovanja među krajišnicima, običajno pravo nasljeđivanja i drugo. Krajišnici još nisu vlasnici zemlje nego im je ona data u leno sve dok traje potreba vojne službe. Tek kasnije nakon ukidanja kmetstva 1848. i rasformiranja Vojne krajine 1871. Pogančani su postali vlasnici zemlje koju su čuvali.

### Novo doba
Polovinom 19. stoljeća (1848. godine) Ban Josip Jelačić izdaje Proglas o ukinuću kmetstva. Do rasformiranja Vojne krajine dolazi 1871. godine a ubrzo nakon toga i do rasformiranja kućnih zadruga. Povećava se broj domaćinstava i selo se dalje razvija. U drugoj polovici 19. stoljeća otvara se pučka škola. 
Prvi svjetski rat se osjetio samo po nestašicama i mobilizaciji vojnih obveznika, nisu se na ovom području vodile nikakove bitke. Osnivanje nove države došlo je nakon rata a razvoj sela se nastavio dalje. Selo postaje bogatije, kao ispomoć na poljskim i drugim poslovima sve se više koriste radnici iz okolnih siromašnijih sela s puno stanovnika a malo kvalitetne zemlje. Koristi se i suvremena tehnologija za obavljanje pojedinih poslova. Javljaju se i prvi obrti pa između dva svjetska rata u selu radi trgovina mješovitom robom, stolar, postolar i sotlar.
Dolazi 2. svjetski rat i uspostava Nezavisne Države Hrvatske (NDH). Već prvih dana NDH vlasti u cijelom kraju organiziraju preseljenje dijela stanovništva u Srbiju a ratne zarobljenike koji su uhvatili nakon kapitulacije Jugoslavenske vojske predaju okupatoru koji ih odvodi u zarobljeništvo. Počinje i prisilna mobilizacija mladih u domobrane ali bez oružja. Tijekom 1941. diže se ustanak i na Kalničkom području, dijelovi Kalničkog partizanskog odreda i drugih partizanskih jedinica NOV često su u selu a narod sa simpatijama gleda i sudjeluje u narodno-oslobodilačkom pokretu. Ustaše sve češće pokreću ofenzivu na Kalnik. U proljeće 1944. nakon jedne od ofenziva na Kalnik ustaše spaljuju selo i likvidiraju za odmazdu sve stanovništvo koje nije uspjelo pobjeći, većinom starce i bolesne. U jesen 1944. za vrijeme završnih operacija za oslobođenje zemlje organi narodne vlasti formiraju zbjeg kojim preseljavaju dio civilnog stanovništva u Mađarsku, na slobodnu teritoriju. Nakon oslobođenja, svi preživjeli vraćaju se u selo. Započinje obnova, koriste se i ratni zarobljenici, bivši njemački vojnici (zidari, tesari itd). U novoj državi u prva dva Petogodišnja plana selo je obnovljeno i djelomično se oporavilo do ratnih rana. Razvija se klima svekolike tolerancije i povjerenja, javlja se ponovo optimizam. Sve je više djece u kraju, 1961. se izgrađuje nova školska zgrada koja nosi ime 32. divizije NOV. Mogla je primiti svu djecu iz svih sela iz okolice koja od dolaska u ove krajeve predstavljaju cjelinu. Jedno vrijeme se nastava morala odvijati u 2 smjene, bila su dva peta razreda, A i B. Selo i ekonomski jača, ljudi ne napuštaju selo, opredjeljuju se za poljoprivredu. Mladi odlaze na školovanje u srednje škole i fakultete ali i ostaju u mjestima u kojima su se školovali. Kod kuće ostaju većinom stariji i rijetki mladi koji nisu odlučili nastaviti školovanje. I dalje se koristi najamna radna snaga iz sela šire okolice, neki odlučuju ostati u selu i osnovati domaćinstva uz pomoć domaćih ljudi.
Dolaze devedesete godine, početak raspada SFRJ. Nakon pobjede na višestranačkim izborima, nove hrvatske vlasti mijenjaju ustav i zakone. Stanovništvo osjeća strah i neizvjesnost za budućnost, vraćaju se slike iz 2. svjetskog rata i stradanja u tom ratu. Započinje ratno stanje, vojnim obveznicima prijeti mobilizacija. Radi svega toga ali i opće klime, cijele obitelji se sele u Srbiju tako da svoja imanja zamjenjuju s Hrvatima iz Srijema. Ostale obitelji ostaju u selu i u strahu prate što se događa. Nove vlasti imaju sluha za opće stanje i rade na zaštiti cijelog kraja od eventualnih incidenata koje bi mogli izazvati radikalni elementi iz okolnih hrvatskih sela. Rat završava bez borbenih djelovanja na teritoriju sela i uže okoline. Selo nastavlja preživljavati u novim uvjetima.

## Stanovništvo
Prema popisu stanovništva iz 2011. godine u selu žive 234 stanovnika, pretežno srpske nacionalnosti i pravoslavne vjeroispovijesti. Kretanje stanovništva prema popisima od 1732.  do sada vidi se dolje. Priložene su 2 tablice iz 2 različita izvora.
Prva tablica potiče iz podataka o popisima stanovništva koje je vodila Srpska pravoslavna crkva (SPC) i u njoj su pobrojani pravoslavni domovi i stanovništvo  ( predzadnja stranica priloga) od 1732. do 1929. godine. Podaci za Rasinicu odnose se na Malu i Veliku Rasinicu. U podatke za Dugu Rijeku uključena je i Mala Rijeka.
```
                   
```

Druga tablica sadrži podatke o popisima od 1857. do 2011. godine i sadrži sve popisano stanovništvo a izvor joj je Državni zavod za statistiku RH. Prikazani su podaci za Parohiju Veliki Poganac radi usporedivosti. I ovdje su u podatke za Malu Rasinicu uključeni i podaci za Veliku Rasinicu od 1857. do 1931. godine a podaci za Dugu Rijeku sadrže i podatke za Malu Rijeku za godine 1857, 1869, 1880, 1910, 1921 i 1931. godinu.
Vidljivo je da se podaci ponešto razlikuju ali to ne čudi radi različitih metodologija popisa. Ipak, postoji i jasna podudarnost podataka što se vidi iz brojaka ( 1899. iz prve tablice i 1900. iz druge imaju vrlo slične brojke). Obje tablice su prikazane zato što svaka upućuje na određene bitne trenutke u povijesti pojedinih sela .
Iz tablica se vide ključni momenti u razvoju Velikog Poganca i okolnih sela koja su nastala tijekom 17. i 18. stoljeća njegovim širenjem. Tako vidimo da je u popisu stanovništva 1732. i 1755. godine obuhvaćen samo Veliki Poganac a od 1764. godine popisuju se okolna sela u istoj parohiji pojedinačno što ukazuje na širenje naselja na iskrčene prostore oko Poganca tokom 17. stoljeća. Vidimo također da je nakon popisa 1869. godine više od tri puta porastao broj domova. To koincidira s raspadom kućnih zadruga koje su do tada bile osnova seoske organizacije u Vojnoj krajini na pojedinačna kućanstva koji postaju nova osnova.
```
               
```

Selo je raslo i maksimalni broj stanovnika (674) dostiže 1899. Godine. Nakon toga broj stanovnika počinje opadati s manjim ili većim intenzitetom. Značajni pad broja stanovnika dogodio se nakon ratova. Naime u 1. Svjetskom ratu mobiliziran je velik broj ljudi u austrougarsku vojsku i poslan po svim frontovima gdje je ista imala operacije. Mnogi se nisu vratili. 
U 2. Svjetskom ratu to je bio ustanički kraj opredijeljen za narodno-oslobodilačku borbu. Vlasti NDH su odmah na početku rata počele djelovati na raseljavanju Velikog Poganca i okoline tako da je nekoliko obitelji iselilo u Srbiju.  Ostalo stanovništvo se skrivalo u bunkerima i obližnjim šumama za vrijeme ustaških ofenziva na Kalnički partizanski odred i druge jedinice NOV-a koje su djelovale na tom području. Za odmazdu nakon jedne od neuspješnih ofenziva u proljeće 1944. godine ustaše su potpuno spalili selo (ostala je čitava samo jedna staja ) i usmrtili starije žitelje koji nisu mogli pobjeći, kojom je prilikom zaklano ili ubijeno 52 žena i muškaraca. U represiji NDH nad civilnim stanovništvom i u borbenim redovima NOB-a i partizanske vojske stradalo je 75 ljudi ili 12%  stanovništva. Nakon završetka rata, prionulo se obnovi selo je ponovo izgrađeno. Prošlo je sve faze u razvoju socijalizma do ratova devedesetih.
Kao posljedica ratova iz devedesetih godina 20. stoljeća došlo je do promjene u strukturi stanovništva tako što je 8 obitelji iz sela zamijenilo svoja imanja s 8 obitelji Hrvata iz Srbije. Osim toga dio stanovništva iz raznih razloga (strah za posao, nelagoda kod ostvarivanja prava po drugim osnovama, miješani brakovi ali i određenih zakonskih rješenja) mijenja svoju etničku pripadnost. U tablici dolje prikazani su podaci o nacionalnoj strukturi stanovništva u Velikom Pogancu u zadnja 3 popisa: 1991, 2001 i 2011. (2)
| Godina popisa | Ukupno | Srbi | Hrvati | Jugoslaveni | Slovenci | Neopredijeljeni | Ostali |
| ------------- | ------ | ---- | ------ | ----------- | -------- | --------------- | ------ |
| 1991          | 310    | 214  | 43     | 40          | 1        | 10              | 2      |
| 2001          | 276    | 175  | 75     |             |          | 26              |        |
| 2011          | 234    | 155  | 70     |             |          | 9               |        |

Kao i u većini sela u Republici Hrvatskoj, bez obzira na porijeklo stanovništva i druge elemente, prisutan je znatan pad ukupnog broja stanovnika radi: prirodnog odliva (starije stanovništvo je pretežno ostalo u selima), gubitka ekonomske osnove (propast malog seoskog gospodarstva),  potrage za boljim životom negdje drugdje (većim gradovima, zapadnim zemljama) i drugih razloga.
| broj stanovnika | 365   | 428   | 508   | 596   | 658   | 658   | 653   | 603   | 452   | 471   | 527   | 470   | 389   | 310   | 276   | 234   | 165   |
|                 | 1857. | 1869. | 1880. | 1890. | 1900. | 1910. | 1921. | 1931. | 1948. | 1953. | 1961. | 1971. | 1981. | 1991. | 2001. | 2011. | 2021. |

## Uprava
Selo se od 1991. nalazi u Općini Rasinja. U svojoj povijesti od nastanka pa do današnjih dana (2018.godina) selo je pripadalo raznim razinama teritorijalno-političke uprave. Od nastanka pa sve do 1871. godine pripadalo je Varaždinskom generalatu (Slavonska vojna krajina). Rasformiranjem Vojne krajine 1871. prelazi u sastav Bjelovarske županije koja 1886. postaje Bjelovarsko-križevačka županija. Od 1922.godine selo ulazi u Zagrebačku oblast. Nakon 1945. godine pripadalo je općini Sokolovac a kasnije Općini Koprivnica. Ranije je to bila Zajednica općina Bjelovar a sada je to Koprivničko-križevačka županija.

## Privreda
Od prvih naseljavanja pa sve do današnjih dana osnova privredne aktivnosti sela je ratarstvo te krupno i sitno stočarstvo na mješovitom posjedu gdje se kasnije pojavilo vinogradarstvo i voćarstvo. U prošlosti pojedinačna gospodarstva proizvodila su proizvode za svoje potrebe a viškove su razmjenjivala za industrijske proizvode. Roba se za novac razmjenjivala na sajmovima koji su se sve do devedesetih godina 20. Stoljeća održavali redovito u selu ili okolnim gradovima ( Ludbregu, Križevcima ili Koprivnici) a industrijski su se proizvodi nabavljali u trgovinama. Obilje šuma u okolici omogućilo je stanovništvu ogrjev ali i proizvodnju ogrjevnog drveta za tržište Podravini koja je tradicionalno oskudijevala s ogrjevom. Nakon devedesetih, povratkom kapitalizma, mali posjed više ne može opstati na kulturama koje su se ovdje koristile jer je postao nerentabilan. Dolazi do okrupnjavanja gospodarstva, tako da sada u selu ima 5-6 obiteljskih farmi (proizvodnja mlijeka i mesa) koje obrađuju gotovo svu zemlju i imaju stočni fond cijelog sela dok ostala obiteljska seoska domaćinstva, pretežno staračka, jedva preživljavaju. Otvoreni su i obrti za proizvodnju ogrjevnog drveta, trgovinu i ugostiteljstvo.

## Znamenitosti
Od kulturnih znamenitosti u selu se nalazi pravoslavna crkva Svetog Georgija izgrađena 1722. godine kao historijski spomenik prve kategorije. U crkvi se nalazi ikonostas koji je 1779. izradio poznati majstor toga doba, Jovan Četirević Grabovan (vidi literatura dolje pod brojem 1). 
Od spomeničke baštine u selu je spomenik poginulim partizanima i žrtvama fašističkog terora iz 2. Svjetskog rata (s poimeničnim popisom stradalih) uz koga je i spomenik narodnom heroju ovog kraja Nikoli Severoviću. Do devedesetih prošlog stoljeća u selu je bila i spomen-škola 32. Divizije NOV ali je devedesetih naziv i status promijenjen. 
U zgradi škole uz pomoć Muzeja grada Koprivnice postavljena je Spomen soba s tematikom NOB-a.  U bližoj okolini su:  spomenik Brigade Braće Radić, spomenik ustanka naroda potkalničkog kraja i spomenik kosturnica poginulim partizanima (Ludbreški Ivanac)  .

## Obrazovanje
Od svoga dolaska u ovaj prostor 1598. Godine, stanovništvo govori štokavskim narječjem i ijekavskim govorom. U jeziku ima puno iskrivljenih tuđica različitog porijekla, većinom germanizama, nešto malo mađarizama i vrlo malo turcizama. Nađu se i izrazi iz kajkavskog govornog područja (blizu je Podravina i Prigorje) ali su oni „štokavizirani“. Dosta riječi se izgovara skraćeno („'oć'mo l' ić'?“ umjesto „Hoćemo li ići?“; „Ned'o Bog nikom'“  umjesto „Nedao Bog nikome“ ; „šta b' ćijo“ umjesto „šta bi htio“ itd.). U novije vrijeme dosta je stanovništva završilo razne stupnjeve obrazovanja iznad osnovne škole pa se sve više koristi književni jezik ali i dalje ostaju štokavsko narječje i ijekavski govor premda je parohija okružena s tri strane kajkavskim narječjem i ekavskim govorom.
Od 1866. godine u selu djeluje škola. Do 1941. godine to je bila pučka škola 4 razreda a nakon 1945. osmogodišnja škola koju su polazili učenici iz svih okolnih sela koja gravitiraju Velikom Pogancu (Duga i Mala Rijeka, Ludbreški Ivanac, Velika i Mala Rasinica, Ribnjak, Radeljevo selo, Veliki Grabičani, Prkos, Koprivnička rijeka). Od 1995. godine u Velikom Pogancu postoji samo područna škola s četiri razreda, dok je matična osmogodišnja škola u Rasinji (općina kojoj pripada Veliki Poganac).

## Kultura
U selu djeluje Društvo izvornog folklora „Zavičaj“ Veliki Poganac. Društvo njeguje kulturnu baštinu ovoga kraja s ciljem da se sačuva za buduće naraštaje. Provedena je obimna akcija prikupljanja informacija o običajima u prošlosti, načinu odijevanja, glazbalima koja su se koristila, i ostalom što je karakteriziralo društveni život u prošlosti. Prema prikupljenoj građi, uz stručnu pomoć etnologa su izrađene nošnje.Građa je katalogizirana. Na osnovu prikupljenih informacija kreiraju se scenski prikazi za pojedine događaje iz života na selu. Scenski se prikazi prezentiraju stanovništvu i osluškuju se reakcije. Time je uspostavljen zatvoreni krug stalnog provjeravanja autentičnosti prikupljene građe koja ide u nasljeđe novim generacijama.
Pored „Zavičaja“ u selu djeluje i slikarica s već zapaženim rezultatima na slikarskim kolonijama koje se održavaju redovito u okolnim većim mjestima.Krajem 2017. godine je uređen društveni dom pa će i to doprinijeti poboljšanju uvjeta na ovom polju.

## Udruge
U selu djeluju 4 udruge. Udruga žena i djevojaka „Napredna žena“ Veliki Poganac djeluje na polju unapređenja položaja žene u društvu. Udruga antifašističkih boraca i antifašista djeluje na njegovanju tekovina antifašističke borbe i očuvanja spomenika iz NOB-a. Udruga DIF „Zavičaj“ Veliki Poganac njeguje kulturnu baštinu svoga kraja. Lovačko društvo "Vepar" Veliki Poganac djeluje na polju očuvanja okoliša i unapređenja lovstva u svom kraju.

## Vanjske poveznice
- Manastir Lepavina  Arhivirana inačica izvorne stranice od 24. veljače 2018. (Wayback Machine)
- Križevačka tvrđava
- Koprivnička tvrđava
- kućne zadruge
- Kalničkog partizanskog odreda  Arhivirana inačica izvorne stranice od 30. lipnja 2014. (Wayback Machine)
- Općina Rasinja.
- Općina Sokolovac
- Koprivničko križevačka županija
- Ikonostas u Velikom Pogancu  Arhivirana inačica izvorne stranice od 26. veljače 2018. (Wayback Machine)
- Brigada Braće Radić